# Timetes
|  | No s'ha de confondre amb Timetes (rei d'Atenes). |

Timetes (en grec antic Θυμοίτης), va ser, segons la mitologia grega, un fill de Laomedont, i, per tant, un dels germans de Príam. Aquesta és la versió que transmet Diodor. Normalment, però se'l considera marit de Cil·la, una germana de Príam, i llavors Timetes és cunyat del rei de Troia, en lloc de germà.
Timetes havia tingut un fill amb Cil·la, Munip, quan Hècuba estava embarassada de Paris. L'endeví Èsac havia predit que un infant mascle que havia de néixer causaria la ruïna de Troia, i Príam va interpretar erròniament l'oracle. Va creure que Munip, en comptes de Paris, era aquest noi i el va fer matar, juntament amb la seva mare Cil·la. Timetes no va perdonar mai aquestes morts, i, en venjança, va ser un dels que van introduir primer a la ciutat el cavall de fusta.